# Сельское поселение «Деревня Зудна»
Сельское поселение «Деревня Зудна» — муниципальное образование в составе Ферзиковского района Калужской области России.
Центр — деревня Зудна.

## История
Статус и границы сельского поселения установлены Законом Калужской области № 7-ОЗ от 28 декабря 2004 года «Об установлении границ муниципальных образований, расположенных на территории административно-территориальных единиц „Бабынинский район“, „Боровский район“, „Дзержинский район“, „Жиздринский район“, „Жуковский район“, „Износковский район“, „Козельский район“, „Малоярославецкий район“, „Мосальский район“, „Ферзиковский район“, „Хвастовический район“, „Город Калуга“, „Город Обнинск“, и наделением их статусом городского поселения, сельского поселения, городского округа, муниципального района».

## Состав
В поселение входят 14 населённых мест:
- деревня Зудна
- село Борщевка
- деревня Босарево
- деревня Виньково
- деревня Висляево
- деревня Володарское
- деревня Глушонки
- деревня Ладыгино
- деревня Лущихино
- деревня Марухта
- деревня Огарково
- деревня Переделки
- деревня Шейкино
- деревня Широково

## Население
| 2010 | 2012 | 2013 | 2014 | 2015 | 2016 | 2017 |
| ---- | ---- | ---- | ---- | ---- | ---- | ---- |
| 625  | ↘624 | ↘618 | ↗629 | →629 | ↘628 | ↗632 |
| 2018 | 2019 | 2020 | 2021 |      |      |      |
| ↘620 | ↘603 | ↗610 | ↘579 |      |      |      |

Население сельского поселения составляет 625 человек.